# Hadi Chopan
Hadi choopan (n. 26 septembrie 1987, Abnow⁠(d), Hamaijan District⁠(d), Persida, Iran) este un culturist iranian.
A câștigat primul loc în competiția Mr. Olympia 2022.

## Palmares
- 105 provincial gold medals (Fars and Tehran provinces)
- 33 national medals (30 golds, 2 silvers, 1 bronze)
- WBPF World Championships: Silver medal, 2012
- WBPF Asia Championships: Gold medal, 2013
- WBPF World Championships: Gold medal, 2013, 2014, 2015
- Mr. Olympia Amateur: Gold medal, 2017
- IFBB Sheru Classic: Silver medal, 2017
- Asia Grand Prix: Silver medal, 2017
- San Marino Pro: Silver medal, 2017
- Dubai Expo: Silver medal, 2018
- IFBB Portugal Pro: Gold medal, 2018
- Asia Grand Prix: Gold medal, 2018
- IFBB Vancouver Pro: Gold medal, 2019
- Mr. Olympia 2019: 3rd place[1][2][3][4][5][6][7][8]
- Mr. Olympia 2020: 4th place
- Mr. Olympia 2021: 3rd place[9]
- Mr. Olympia 2022: 1st Place

1. ↑  RESULTS: 2017 San Marino Pro
2. ↑  IFBB Portugal Pro 2018 Results
3. ↑  Hadi Choopan is the winner of 2018 Asian Grand Prix
4. ↑  2019 Vancouver Pro Results & Picture Highlits
5. ↑  از توصیهٔ قهرمان پرورش اندام جهان به بدن‌سازان جوان تا جزئیات دریافت جایزهٔ ۴ هزار دلاری (Tasnim News Agency; 27 Jul., 2018)
6. ↑  Hadi Choopan Wins Vancouver Pro Bodybuilding Competition
7. ↑  مصاحبهٔ هادی چوپان بعد از برد در ونکوور پرو ۲۰۱۹ (Aparat website)
8. ↑  زندگی‌نامهٔ هادی چوپان، بدن‌ساز (parvaresheafkar.com)
9. ↑  „Iran's Choopan Comes 3rd at 2021 Mr. Olympia - Sports news”. Tasnim News Agency (în engleză). Accesat în 8 noiembrie 2021.